# فارس الزهراني
فارس علي الزهراني مواليد 3 يوليو 1993 في ، السعودية، هو لاعب كرة قدم سعودي يلعب لنادي الثقبة في الوسط.